# フレッド・ブラウン
フレッド・ブラウン（Fred Brown, 1948年8月7日 - ）はウィスコンシン州ミルウォーキー出身のバスケットボール選手。アイオワ大学卒業。ポジションはポイントガード、身長191cm、体重83kg。
1971年の入団以来、シアトル・スーパーソニックス一筋でプレイし、1979年の優勝に貢献。"Downtown Freddie"の愛称からも分かるようにロングレンジからのシュートを得意とし、1979-1980シーズンからNBAに導入されたスリーポイントシュートの初代成功率1位に輝いた。背番号『32』はスーパーソニックスの永久欠番となっている。

## 経歴

### アイオワ大学
ミルウォーキーで生まれたフレッド・ブラウンはリンカーン高校時代に2度州のチャンピオンシップに導いたことでアイオワ大学のラルフ・ミラーコーチから勧誘を受けたが、当時のブラウンの学業成績ではアイオワ大学が所属するビッグ・テン・カンファレンスの試合に出場できる資格を得られなかったため、まずバーリントン短期大学に進学することになった。バーリントン短大では1年生のシーズンに平均21.3得点、2年生のシーズンに26.8得点をあげ、1969年の全米短期大学オールトーナメントチームに選出された。
バーリントン短大での2年間の後、アイオワ大学に編入。1969‐70シーズンから公式試合に出場し、このシーズン平均102.9得点というBig10新記録となったアイオワ大の強力オフェンスの一翼を担った。彼らの圧倒的な得点力からその年のNCAAトーナメントの優勝候補にもあげられたが、中東地域トーナメント1回戦でジャクソンビル大学に103‐104で惜敗してしまった。1970-71シーズンには中心選手の大半が卒業してしまったためチーム成績は9勝15敗と負け越したが、ブラウン個人は平均27.6得点をあげる絶好調のシーズンを過ごし、Basketball News紙、Basketball Weekly誌、ヘルムズ財団選出のオールアメリカチームと、アイオワ最優秀選手に選ばれた。

### シアトル・スーパーソニックス
大学卒業後、1971年のNBAドラフトにて全体6位指名を受けてシアトル・スーパーソニックスに入団する（同時にABAのケンタッキー・カーネルズからも指名を受けていた）。チームにはヘッドコーチを兼任するポイントガードのレニー・ウィルケンズが居た為、ルーキーイヤーはベンチウォーマーとして過ごしたが、ウィルケンズがソニックスを退団した2年目の1972-73シーズンには先発ポイントガードに抜擢され、成績を平均13.5得点5.5アシストに、ディック・スナイダーが退団した翌1973-74シーズンには平均16.5得点と順調に伸ばし、このシーズンの3月23日、対ゴールデンステート・ウォリアーズ戦ではソニックスのチーム記録となる58得点をあげている。スペンサー・ヘイウッドと共にチームの主力を担うことになったブラウンは1974-75シーズンに平均21.0得点まで成績を伸ばし、そして創部8年目を迎えたソニックスは43勝39敗を記録してチーム史上初となるプレーオフ進出を果たした。翌1975-76シーズンにはスペンサー・ヘイウッドが移籍し、ソニックスにはブラウンが入団した当初の中心選手は居なくなってしまったが、ブラウンはキャリアハイとなる平均23.1得点をあげてチームを牽引し、ソニックスも2年連続でプレーオフ進出を果たした。またブラウンはこのシーズンにキャリア唯一のオールスターにも出場を果たしており、14得点をあげている。
1977-78シーズンに入ると若手選手のデニス・ジョンソンやガス・ウィリアムスらがチーム内で台頭を見せたため負担が軽減されたブラウンの成績は平均16.6得点まで後退するが、初のプレーオフ進出以来成績が横ばい状態だったソニックスはレニー・ウィルケンズを再びヘッドコーチに招聘し、47勝35敗まで成績を伸ばした。プレーオフは第4シードスタートだったがソニックスはポートランド・トレイルブレイザーズ、デンバー・ナゲッツなどの強豪チームを破ってNBAファイナルに進出。ワシントン・ブレッツとのシリーズで、ブラウンは第1戦では32得点、第4戦では試合終盤にてオーバータイムに導く重要なショットを決め、第5戦では26得点をあげるなどの活躍でチームを牽引したが、力及ばず惜しくも3勝4敗で破れた。
雪辱を誓った1978-79シーズンのソニックスは、ポール・サイラスを獲得する一方でデニス・ジョンソンやガス・ウィリアムス、ジャック・シクマら若手選手の存在感も益々増し、ベテランのブラウン、サイラスに若手のジョンソンらとバランスの良い布陣になり、ソニックスはチーム史上初の50勝超えとなる52勝30敗を記録し、プレーオフも勝ち抜いて2年連続のファイナル進出を果たした。ファイナルの相手は2年連続でワシントン・ブレッツとなったが、ジョンソンら若手の活躍で第1戦の1敗の後に4連勝を飾り、ブレッツを降して見事に優勝を果たした。ブラウンにとっては入団8年目での悲願の達成だった。
1979-80シーズンにNBAはスリーポイントシュートを導入する。もともとロングレンジシュートが得意だったブラウンはこのNBAの新しい試みにもすぐに対応し、成功率44.3%を記録して見事に初代スリーポイントシュート成功率1位に輝いた。その後ブラウンの成績は緩やかに下降していくが、最後の2シーズンにはガードの選手としては異例となるフィールドゴール成功率50%超えを達成している。1984年にソニックスがブラウンと再契約しなかったことから、ブラウンは現役から引退することを決意した。ソニックスで13年間プレーしたブラウンは、引退した時点でソニックスの通算出場試合数、得点、アシスト、スティールでチーム歴代1位だった。
- NBA通算成績
  - 963試合出場
  - 14,018得点（平均14.6得点）
  - 2,637リバウンド（平均2.7リバウンド）
  - 3,160アシスト（平均3.3アシスト）
  - 1,149スティール（平均1.4スティール）
  - FG成功率：47.8%
  - FT成功率：85.8%
  - 3Pシュート成功率：37.3%

※スティールは1973-74シーズンから、3Pシュートは1979-80シーズンからの計測。 

## 引退後・業績など
ブラウンはスリーポイントシュート成功率リーグ1位や、キャリア通算フリースロー成功率85.8%などの実績が示すとおり優れたシューターだったが、本人はスコアラーよりもディフェンダーを自負していたようである。"Downtown Freddie"という愛称はロングレンジシュートを得意としたブラウンのプレースタイルを端的に表現しているかのようだが（Downtownはスリーポイントシュートの俗語）、本人によればこれはロングレンジシュートを表したものではないらしい。
引退後もシアトルに住み、不動産業を営む傍らシアトルのスポーツ振興にも力を入れ、1990年のグッドウィルゲームズシアトル大会を大会副会長として成功させた。シアトル・スーパーソニックスは2008年にオクラホマシティに移転してしまうが、ブラウンはシアトルへのNBA・NHLチーム招致のため、新アリーナ建設に取り組んでいる。
主な業績
- NBAオールスターゲーム出場　（1976）
- NBAファイナル制覇　（1979）
- スリーポイントシュート成功率1位　（1980）
- シアトル・スーパーソニックスのチーム記録
  - 通算963試合出場は歴代1位
  - 1試合58得点は歴代1位
  - 通算14,018得点は歴代2位
- 背番号『32』はシアトル・スーパーソニックス（現オクラホマシティ・サンダー）の永久欠番